# The Piano
The Piano là một bộ phim chính kịch của New Zealand năm 1993 về một người phụ nữ chơi nhạc piano giao hưởng và con gái cô. Đặt bối cảnh giữa thế kỷ 19 trong một thị trấn biên giới bên bờ sông đầy bùn và ẩm ướt ở mạn biển phía tây của New Zealand, câu chuyện xoay quanh niềm đam mê chơi piano của một nghệ sĩ chơi nhạc cụ này và những cố gắng của cô để chuộc lại cây đàn sau khi nó bị bán. The Piano do Jane Campion đạo diễn và viết kịch bản, có sự tham gia của Holly Hunter, Harvey Keitel, Sam Neill và Anna Paquin trong vai diễn đầy tay của cô. Nhạc nền phim cho piano của Michael Nyman trở thành album nhạc phim bán chạy nhất, và Hunter đã tự chơi piano trong suốt bộ phim. Cô đồng thời cũng là giáo viên dạy ngôn ngữ ký hiệu cho Paquin, kiếm được ba cảnh screen credit (cảnh phim sau chạy chữ cuối phim). Phim là sự hợp tác sản xuất quốc tế của nhà sản xuất người Úc Jan Chapman và công ty của Pháp Ciby 2000.